# PlayNow
A PlayNow™ plus a Sony Ericsson előfizetéses alapon működő zeneletöltő szolgáltatása, amely jelenleg a világ hat országában működik. 
A PlayNow™ plus segítségével korlátlanul lehet hozzáférni a világ négy nagy lemezkiadójának, a Sony Music-nak, az EMI-nak, a Universal Musicnak és a Warner Music-nak több millió zeneszámát tartalmazó zenei kínálatához, amelyből a számok azonnal letölthetők a mobilra. A PlayNow™ plus-ban másolásvédelemmel ellátott dalok és albumok egyaránt korlátlan számban tölthetők le, a kínálat a klasszikus zenétől a legmodernebb slágerekig terjed. 
A szolgáltatásra először 2008 őszén Svédországban lehetett előfizetni a Telenor hálózatában, 99 svéd koronáért (mintegy 15 euró), majd Szingapúrban, Hollandiában, Ausztriában és Svájcban lehetett igénybe venni a PlayNow™ plus-t. Magyarországon 2009. október 14-étől lehet előfizetni a T-Mobile-nál a PlayNow™ plus-ra, amely révén a globális tartalmakon kívül 35 magyar kiadó folyamatosan bővülő zenei kínálatához lehet hozzáférni. 
A PlayNow™ plus a letöltés mellett hírekkel is szolgál a zene világából, illetve személyes profil kialakítása révén lehetőséget biztosít kapcsolatba lépni a hasonló tartalmakat letöltő zenetársakkal is. Az előfizető telefonjára előre telepítve kap 1000 számot, ráadásul hat hónap után a 100 leggyakrabban hallgatott szám, majd ezt követően havonta 17 dal másolásvédelem nélkül hozzáférhetővé válik, és az előfizetés esetleges lemondása után is megtartható, meghallgatható. A PlayNow™ plus a Sony Ericsson W995, a Sony Ericsson W705 és a Sony Ericsson W595 készülékekkel érhető el.